# Gustav Wolffhügel
Gustav Wolffhügel (* 27. August 1845 in Landau in der Pfalz; † 30. Januar 1899 in Göttingen) war ein deutscher Hygieniker und Hochschullehrer.

## Leben
Wolffhügel studierte an der Julius-Maximilians-Universität Würzburg und der Ruprecht-Karls-Universität Heidelberg Medizin. Seine Dissertation zum Thema Zur Kenntniss leukämischer Neubildungen legte er 1870 in Würzburg vor, die Habilitation erfolgte 1875. Ab 1865 war er Mitglied des Corps Rhenania Würzburg. 1869 wurde er Assistenzarzt in Heidelberg. Nachdem er am Deutsch-Französischen Krieg als Sanitätsoffizier teilgenommen und das Eiserne Kreuz 2. Klasse erhalten hatte, wurde er 1872 praktischer Arzt in Neustadt an der Haardt. Ab 1873 war er bei Max von Pettenkofer am Hygiene-Institut der Ludwig-Maximilians-Universität München. Als  Regierungsrat wurde er 1879 ordentliches Mitglied des Kaiserlichen Gesundheitsamts in Berlin. Bis 1886 leitete er das hygienische Laboratorium. 1887 folgte er dem  Ruf der Georg-August-Universität Göttingen auf den Lehrstuhl und wurde Direktor der Institute für medizinische Chemie und Hygiene. Wolffhügel entwickelte einen Zählapparat (Wolffhügelscher Zählapparat) zur Berechnung von Bakterienkulturen. Mit seiner Frau Anna aus Neustadt hatte er zwei Söhne. Er starb mit 54 Jahren.

## Ehrungen
1887 wurde er in die Deutsche Akademie der Naturforscher Leopoldina gewählt.